# Araeoncus
Araeoncus Simon, 1884 è un genere di ragni appartenente alla famiglia Linyphiidae.

## Distribuzione
Le 38 specie oggi note di questo genere hanno una diffusione pressoché cosmopolita, ad eccezione delle Americhe. Vi sono vari endemismi: 
- Europa = Bulgaria, Cipro, Svezia (2), Italia, isola di Rodi
- Africa = Camerun (2), isola di Bioko, Kenya (3), Algeria, Angola, Malawi (2), Tanzania, Marocco
- Asia = Armenia, Karakorum, Cina (2), Iran, Russia[1].

In Italia sono state reperite ben 8 specie di questo genere: la specie endemica è la Araeoncus sicanus, propria dei Monti Sicani della Sicilia centromeridionale.

## Tassonomia
A maggio 2011, si compone di 38 specie:
1. Araeoncus altissimus Simon, 1884 — dall'Europa all'Azerbaijan, anche Italia[3].
2. Araeoncus anguineus (L. Koch, 1869) — Europa, anche Italia[3]
3. Araeoncus caucasicus Tanasevitch, 1987 — Russia, Asia Centrale
4. Araeoncus clavatus Tanasevitch, 1987 — Armenia
5. Araeoncus clivifrons Deltshev, 1987 — Bulgaria
6. Araeoncus convexus Tullgren, 1955 — Svezia, Estonia
7. Araeoncus crassiceps (Westring, 1861) — Regione paleartica, anche Italia[3]
8. Araeoncus curvatus Tullgren, 1955 — Svezia, Estonia
9. Araeoncus cypriacus Tanasevitch, 2011 — Cipro
10. Araeoncus discedens (Simon, 1881) — Spagna, Francia, Italia[3]
11. Araeoncus dispar Tullgren, 1955 — Svezia
12. Araeoncus duriusculus Caporiacco, 1935 — Karakorum
13. Araeoncus etinde Bosmans & Jocqué, 1983 — Camerun
14. Araeoncus femineus (Roewer, 1942) — Bioko (Sao Tomé e Principe)
15. Araeoncus galeriformis (Tanasevitch, 1987) — Russia, Azerbaigian
16. Araeoncus gertschi Caporiacco, 1949 — Kenya
17. Araeoncus hanno Simon, 1884 — Algeria
18. Araeoncus humilis (Blackwall, 1841)[4] — Regione paleartica, (anche Italia[3]), Nuova Zelanda
19. Araeoncus hyalinus Song & Li, 2010 — Cina
20. Araeoncus impolitus Holm, 1962 — Kenya
21. Araeoncus longispineus Song & Li, 2010 — Cina
22. Araeoncus longiusculus (O. P.-Cambridge, 1875) — Corsica, Italia[3]
23. Araeoncus macrophthalmus Miller, 1970 — Angola
24. Araeoncus malawiensis Jocqué, 1981 — Malawi
25. Araeoncus martinae Bosmans, 1996 — Marocco, Algeria
26. Araeoncus mitriformis Tanasevitch, 2008 — Iran
27. Araeoncus obtusus Bosmans & Jocqué, 1983 — Camerun
28. Araeoncus picturatus Holm, 1962 — Tanzania
29. Araeoncus rhodes Tanasevitch, 2011 — Rodi
30. Araeoncus sicanus Brignoli, 1979 — Sicilia[3]
31. Araeoncus subniger Holm, 1962 — Kenya
32. Araeoncus tauricus Gnelitsa, 2005 — Bulgaria, Ucraina
33. Araeoncus toubkal Bosmans, 1996 — Marocco
34. Araeoncus tuberculatus Tullgren, 1955 — Svezia
35. Araeoncus vaporariorum (O. P.-Cambridge, 1875) — Francia, Italia[3]
36. Araeoncus victorianyanzae Berland, 1936 — Kenya, Tanzania
37. Araeoncus viphyensis Jocqué, 1981 — Malawi
38. Araeoncus vorkutensis Tanasevitch, 1984 — Russia

### Specie trasferite
Questo genere ha vari caratteri secondari in comune con altri linifiidi; nel corso del tempo ben 15 specie qui descritte inizialmente sono state trasferite altrove:
1. Araeoncus americanus Chamberlin & Ivie, 1944; trasferita al genere Coloncus Chamberlin, 1949.
2. Araeoncus brunneus Bösenberg, 1902; trasferita al genere Diplocephalus Bertkau, 1833.
3. Araeoncus hiemalis (Blackwall, 1841); trasferita al genere Erigonella Dahl, 1901.
4. Araeoncus krugeri Simon, 1894; trasferita al genere Tybaertiella Jocqué, 1979.
5. Araeoncus longicephalus Saito, 1988; trasferita al genere Saitonia Eskov, 1992.
6. Araeoncus muscus Saito, 1989; trasferita al genere Saitonia Eskov, 1992.
7. Araeoncus ojiroensis Saito, 1990; trasferita al genere Saitonia Eskov, 1992.
8. Araeoncus orientalis Oi, 1960; trasferita al genere Saitonia Eskov, 1992.
9. Araeoncus patellatus Emerton, 1917; trasferita al genere Scotinotylus Simon, 1884.
10. Araeoncus prospiciens (Thorell, 1875); trasferita al genere Archaraeoncus Tanasevitch, 1987.
11. Araeoncus pusillus Tullgren, 1955; trasferita al genere Saloca Simon, 1926.
12. Araeoncus ruderalis Sørensen, 1898; trasferita al genere Hilaira Simon, 1884.
13. Araeoncus stigmosus Xia et al., 2001; trasferita al genere Tibioploides Eskov & Marusik, 1991.
14. Araeoncus strandi Ermolajev, 1937; trasferita al genere Tanasevitchia Marusik & Saaristo, 1999.
15. Araeoncus tianschanicus Hu & Wu, 1989; trasferita al genere Archaraeoncus Tanasevitch, 1987.